# JNR série 419 et 715
Pour les articles homonymes, voir Série 419 et Série 715.
La série 419 (419系, 419-kei) (419けいでんしゃ/419 keidensha ou 415系電車)  et série 715 (715系, 715-kei) (715けいでんしゃ/715 keidensha ou 715系電車) sont un type de rames automotrices électrique (EMU), Bi-courantes, utilisées pour les services de banlieue et périurbains japonais, introduites en 1984 (Shōwa 59) par la JNR, et ensuite exploitées par les JR East, JR West et JR Kyūshū.
Elles sont le fruit d'une modification et rénovation de séries plus anciennes jugées obsolètes en 1985 en réutilisant les composants électriques, les équipements de refroidissement, les bogies, etc. Les modèles "parents" étant les séries 581 et 583.
La série 419 est un modèle bicourant AC/DC, alors que la série 715 est un modèle mono-courant exclusivement alternatif par blocage du commutateur AC-DC.

## Histoire

### Aperçu
Ce véhicule était un modèle issu d'une transformation des trains express limités de séries 581 et 583 qui étaient excédentaires à l'époque, dans le but de les convertir en trains locaux pour des zones métropolitaines de moindre importance.
En 1984 (Showa 59), la série 715-0 uniquement AC a été introduite pour la ligne principale de Nagasaki et la ligne Sasebo, et en 1985 (Showa 60), la série 715-1000 pour les régions froides a été introduite sur la ligne principale de Tōhoku (zone de Sendai). La série 419, compatible avec le courant alternatif et le courant continu, a été introduite sur la ligne principale Hokuriku.
Afin d'économiser de l'argent et de prendre en compte la durée de vie restante des véhicules à l'époque, la modification a tiré parti de la structure de base des séries modèles 581 et 583, et le processus a été réduit au minimum pour une utilisation comme train de banlieue. Le véhicule ainsi allait avoir une apparence tout à fait unique pour un train de banlieue.

### Contexte
Dans le cadre de la révision des horaires de 1982 (Showa 57), la JNR a modifié l'horaire de train, passant de ce qu'on appelle « l'horaire de type train » avec de longues formations de train et des intervalles de temps inégaux, à ce que l'on appelle « l'horaire cadencée » avec des trains courts, fréquents à intervalles de temps égaux. Ce changement de format d'opération a été mis en œuvre dans la région d'Hiroshima. Cela a été bien accueilli par les utilisateurs, et la JNR a décidé de l'étendre aux zones métropolitaines régionales à travers le pays.
Pour les tronçons électrifiés DC (courant continu), la JNR à raccourci les trains existants en installant une cabine pour le conducteur dans le wagon central et en fabriquant un nouveau wagon de tête avec cabine de conduite, puis ils ont augmenté le nombre de trains sans augmenter autant que possible le nombre de wagons propulsées par des locomotives électriques. Il y eut des problèmes de transport du courrier et des bagages présents dans les convois avant.
Cependant, de nombreuses locomotives électriques ont des performances d'accélération et de décélération inférieures en raison de la force de traction élevée requise pour tirer les trains de marchandises, et les trains de voyageurs doivent se retourner aux gares d'origine et de destination, ce qui les rend incapables de s'adapter aux horaires de type train électrique. En conséquence, un grand nombre de nouveaux trains de banlieue type EMU/automotrice mono et bi-courantes étaient nécessaires.
En tant que train de banlieue adapté à cet usage, la série 417, dotée de deux portes de chaque côté et de sièges transversaux, a été développée en 1978. Cependant, l'achèvement de cette série a coïncidé avec la période où le problème de la dette accumulée de la JNR était discuté (période entre la fin des années 70 aux années mi-80), et où la réforme des chemins de fer nationaux était un besoin urgent. Par la suite, la série 713 uniquement courant alternatif a été développée, qui avait une structure de carrosserie similaire à la série 417, et qui avait adopté un nouveau type de redresseur à thyristors, mais seuls huit prototypes ont été produits.
D'un autre côté, en raison de la suppression des trains express en raison de révisions d'horaires, il y avait de nombreuses rames excédentaires, de sorte que de nombreux trains express bi-courants tels que les séries 455, 457 et 475 ont été modifiés pour un usage suburbain. A l'origine cela ne devait etre qu'a l'intérieur, mais pour que cela corresponde a l'esthétisme des séries 413 et 717 on a aussi modifié l’extérieur.
Par la suite, il a été proposé que les trains express-couchettes des séries 581 et 583, qui présentaient un excédent pour les raisons précités, soient convertis en trains de banlieue.
- En raison de l'extension du Shinkansen, le nombre de trains de nuit va diminuer.
- Problèmes tels que la commodité due à l'utilisation de cabines en raison de la disposition des couchages.
- En tant que véhicule express limité de jour, ses installations sont médiocres.
- Il existe une tendance croissante à éviter les cabines multi lits en raison de l’individualisme croissant.

En conséquence, ces séries ont été remodelées. D'un autre côté, les avantages de l'utilisation de ce type de train comme train de banlieue sont :
- Puisqu'il s'agit d'un train bicourant, il peut rouler partout.
- La disposition des sièges est constituée de cabines.
- Il a fait ses preuves en tant que train express limité sur des itinéraires détournés.
- Il est également équipé d'un système de climatisation et de bogies à ressorts pneumatiques pour améliorer le confort aux passagers.

## Modifications principales
L'âge des séries 581 et 583, en 1983, est de 13 à 16 ans, mais l'âge du véhicule calculé à partir de la densité de fonctionnement est de 17 à 21 ans.La durée de vie restante, une fois convertie devrait être 4 à 5 ans, voire 7 à 8 ans s'il était converti en un type suburbain. Pour cette raison, le coût de modification par train (pour la série 715-0) était d'environ 100 millions de yens (plusieurs centaine de milliers d'euros selon le cours) et il a fallu sept à huit ans pour récupérer l'investissement. Dans un autre document, le plan initial était d'avoir une durée d'utilisation équivalente à 2 inspections complètes, soit environ 8 ans .
Le coût de la modification devait être maintenu aussi bas que possible, coûtant environ 10 millions de yens par voiture. Cependant, compte tenu des circonstances opérationnelles de la JNR et des compagnies privées, il aurait été difficile de mettre les wagons au rebut dans un délai de huit ans, c'est pourquoi la série 715 a été reprise par des compagnies de chemin de fer de voyageurs privées. Pour la série 419, des travaux de modification (travaux de maintenance spéciaux, etc.) sont effectués en tenant compte de périodes plus longues.
Les principales modifications sont présentées ci-dessous :
- Ajout de portes
  - Étant donné que le modèle original était une voiture de type express et n'avait qu'une seule porte de chaque côté, une porte a été ajoutée par coté. La porte existante est restée une porte pliante de 700 mm de large sans aucune modification, et la porte supplémentaire avait la même structure que la porte existante, ce qui donne une largeur sans précédent pour un train de banlieue.
  - L'ajout de portes coulissantes supplémentaires nécessiterait des modifications majeures au châssis, ce qui rendrait cela impossible en raison du coût de la modification.
  - La cloison entre l'espace voyageur et la cabine a été supprimée à l'exception de la zone du tableau électrique. On a mutualisé le controle des portes pour les deux cabines
- Ouverture des fenêtres
  - Les vitres latérales étaient originellement fixes, mais en tenant compte de la ventilation pendant les périodes de forte affluence, trois fenêtres de chaque côté de chaque voiture ont été remplacées par des fenêtres qui peuvent être ouvertes. Les fenêtres étaient couvrables par des rideaux à enroulement.
  - La climatisation évitait que l'on ouvre les fenêtres.
- Modification d'une voiture intermédiaire en voiture de tête
  - La nouvelle cabine de conduite a une structure a nez droit non pénétrante similaire au type Kumoni 143, mais elle conserve la forme du toit des séries 581/583, cela donne une forme hexagonale caractéristique rappelant une miche de pain. On l'appelait aussi le "train du pain"[5]
  - Afin de raccourcir la période de rénovation, la méthode de construction consistait à couper les toilettes,et quatre compartiments de couchage à l'extrémité de la voiture intermédiaire avec le châssis, puis à joindre le bloc de cabine préfabriqué, la porte passager supplémentaire et une rangée de siege.

- modification du siège

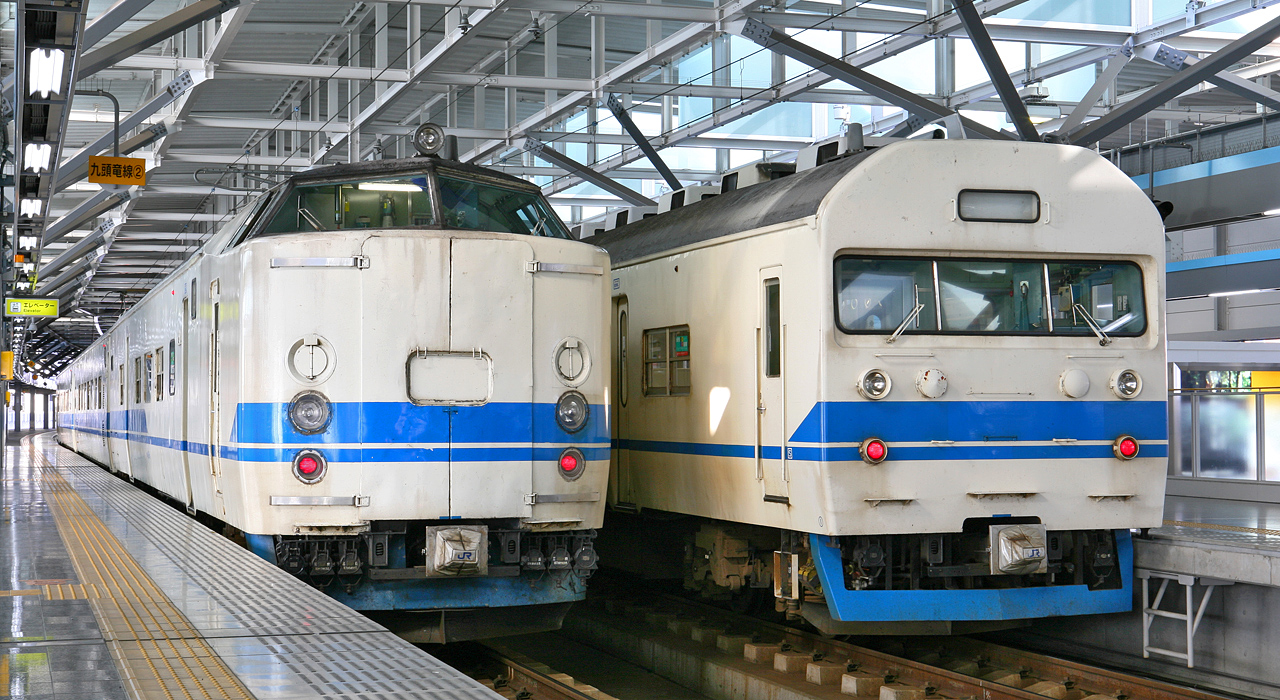
Voiture de tete modifié a gauche et voiture intermediaire modifié a droite.

  - Fixés avec des boulons pour bloquer la fonction de conversion siège ⇔ lit. La zone près de la porte a été modifiée avec l'installation d'un siège longitudinal. Quant aux porte-bagages, les sections de sièges transversaux réutilisent les portes bagages existants, et les sections de sièges longitudinaux ont eu de nouveau portes bagages.
- Suppression de certaines toilettes
  - Les voitures avaient deux toilettes chacune. On ne laissera que 1 toilette par formation permettant l'installation des portes supplémentaires.
- Modifications des performances de conduite
  - Le rapport de démultiplication était de 3,50, ce qui convient aux vitesses élevées, mais comme elle manque de couple au démarrage et n'est pas adaptée à un fonctionnement comme train de banlieue, la transmission été remplacée par celle d'un train de banlieue de la série 101 réformé, et le rapport de démultiplication fut réglé à 5,60, nécessaire à l'exploitation des trains locaux. Il garantit une excellente puissance d'accélération. Pour cette raison, par rapport aux trains de banlieue standard conventionnels (rapport de démultiplication 4,82), les performances d'accélération sont meilleures, mais la vitesse maximale est réduite à 100 km/h. Pour cette raison, le bogie moteur a été remplacé par le type DT32K.
  - En raison de son rapport de démultiplication élevé et du poids élevé du véhicule, il a été utilisé pour sauver des trains d'autres lignes ferroviaires en cas de panne.
- Suppression du deuxième pantographe
  - A l'origine les Mohane(motrice trains express) avait deux pantographes. Néanmoins dans les sections AC seul un pantographe était utilisé et du fait que la série 419 sera moins puissante, il a été calculé qu'un seul pantographe suffirait.

Au début de leur exploitation, ces deux modèles (séries 419/715) contribuaient à augmenter la fréquence des trains sur les lignes tout en passant de trains diesel a électriques, mais parce qu'il s'agissait d'une tentative de réduire le coût au maximum pour une modification, dû à la situation financière de la fin de l'ère JNR, il y avait quelques points inadéquats et déraisonnables qui restaient en conséquence, ont eu les problèmes suivants.

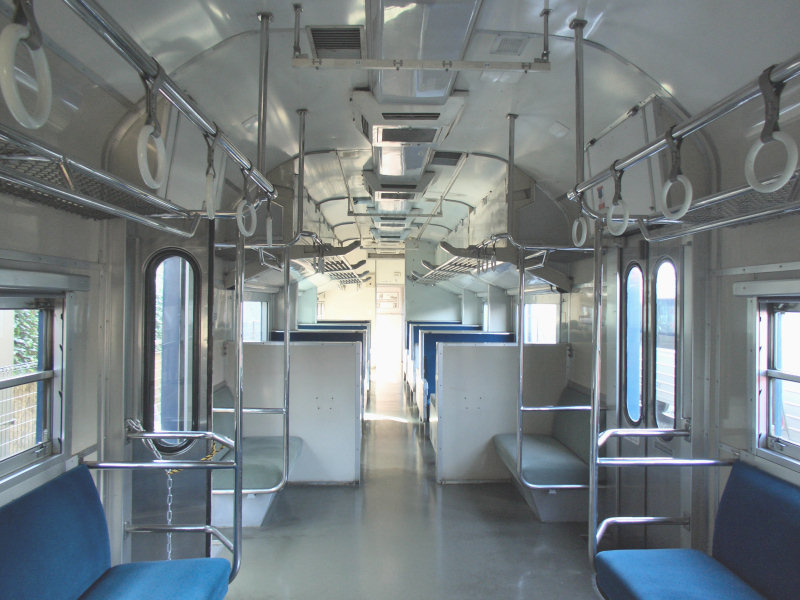
Interieur

- Bien qu'il ait deux portes de chaque côté, les portes pliantes de 700 mm de large sont totalement inadéquates au trafic banlieue, ce qui fait que les passagers mettent du temps à monter et descendre du train, ce qui a tendance à provoquer des retards.
- Avec une porte pliante de 700 mm de largeur, il n'est pas possible de maximiser la largeur d'une rampe typique pour fauteuil roulant. Il faut donc plus de temps pour monter et descendre du fauteuil roulant, et dans certains cas, trois soignants doivent soulever le fauteuil roulant pour le monter et descendre. De plus, il est physiquement impossible de rouler dans un fauteuil roulant qui ne peut pas être plié, comme un fauteuil roulant électrique.
- Les sièges sont encore largement espacés et larges car issus l'ère du service express limité, le nombre de places assises est petit et les allées sont étroites. Il n’est donc pas adapté au transport de passagers de masse.
- Vitesse limité a 100km/h au lieu de 110 que permettent les lignes.
- Il y a des "espaces morts" utilisé pour des dispositifs tels que la climatisation qui limite encore plus la capacité en passagers.
- L'intérieur de la voiture est sombre du au petites fenêtres (issu du fonctionnement originel en trains couchettes).
- Usure prématuré du matériel en raison d'un fonctionnement jour et nuit comme train express.
- Bas de plafond du au cadres des lits non retirés.

Comme décrit ci-dessus, cette série a rencontré de nombreux problèmes principalement liés a des contre-mesures urgentes, et après la privatisation, la série 715 a été interrompue environ 13 ans après sa modification en raison de l'introduction de nouveaux modèles, la série 419, quand a elle, a été interrompue en même temps que la série 719.
|                              |  |                          |
| Voiture de tête non modifiée |  | voiture de tête modifiée |

|                                    |  |                                            |
| Voiture intermédiaire non modifiée |  | voiture intermédiaire modifiée avec cabine |

## Galerie photos

### Extérieur

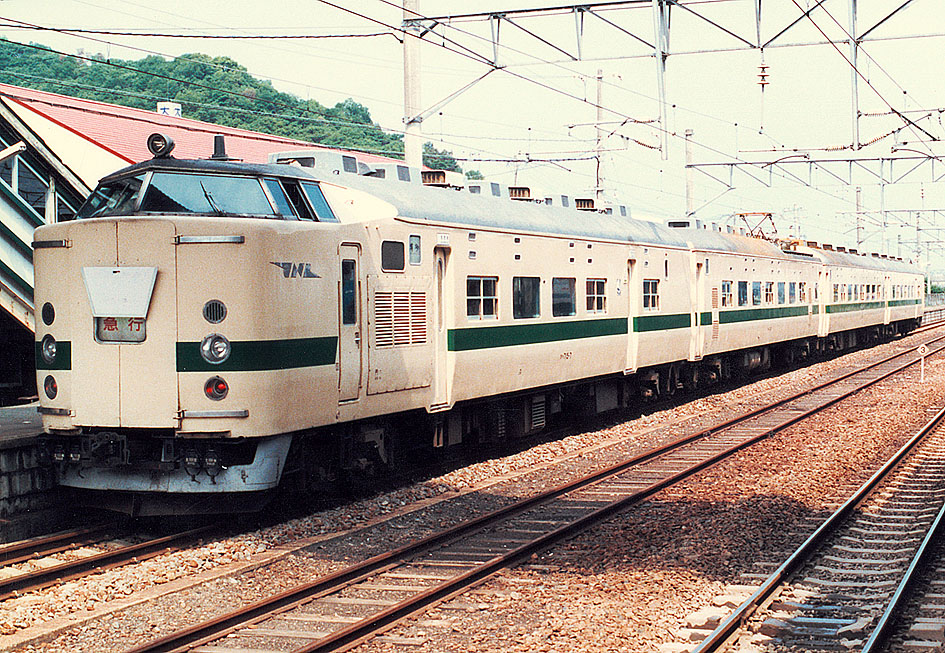
Une serie 715 à Kyushu

### Intérieur

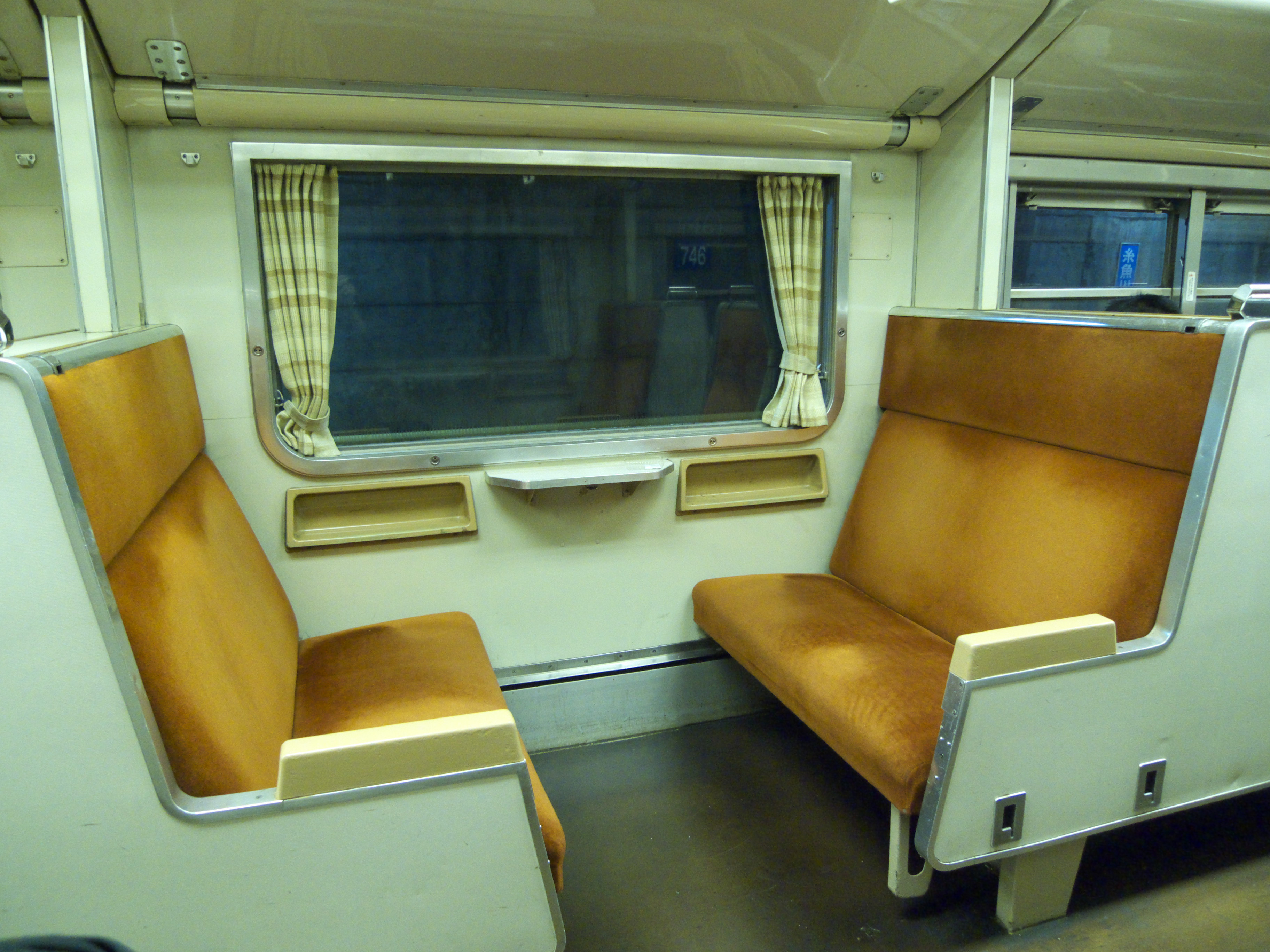
siege "en loge"